# Брокдорф-Алефельд, Вальтер фон
Вальтер граф фон Брокдорф-Алефельд (нем. Walter Graf von Brockdorff-Ahlefeldt; 13 июля 1887, Перлеберг — 9 мая 1943, Берлин) — немецкий военачальник, генерал пехоты.

## Биография
Сын прусского ротмистра графа Эрнста фон Брокдорф-Алефельд (1854—1931) и Элизабет фон Ягов.

### Начало военной службы и участие в Первой мировой войне
Поступил на службу 25 апреля 1907 года фаненюнкером 3-го (Бранденбургского) егерского батальона. Участник Первой мировой войны; с 2 августа 1915 года — адъютант своего батальона, в 1915—1917 — командир роты 3-го резервного егерского батальона. Был тяжело ранен в битве под Верденом, отправлен в госпиталь. Был прикомандирован к Генеральному штабу, с 1917 года служил в штабе VII, с 1918 — IV армейского корпуса. В 1919 году прикомандирован к штабу Добровольческого корпуса «Дона» (или «Меве»).

### Служба в межвоенный период
С 1 января 1919 года — командир роты 30-го пехотного полка рейхсвера, с 1 октября 1920 — 8-го пехотного полка. В 1921 году переведён в Имперское военное министерство, с 1 апреля 1922 — в штаб командующего пехотой 3-й дивизии. С 1 октября 1924 года служил в штабе 2-й дивизии, с 1 марта 1930 — в штабе командующего пехотой 2-й дивизии. 1 октября 1931 года переведён в 9-й пехотный полк, а 1 февраля 1932 возглавил его 1-й батальон, расквартированный в Потсдаме. С 1 марта 1934 года — командир 8-го пехотного полка. С 1 марта 1938 года — командир 23-й пехотной дивизии (со штабом в Потсдаме). Придерживался антинацистских политических взглядов, участник заговора против Адольфа Гитлера в 1938 году, потерпевшего неудачу из-за того, что Великобритания и Франция на конференции в Мюнхене удовлетворили территориальные претензии Германии к Чехословакии, что резко подняло авторитет фюрера среди населения. Был одним из наиболее решительных противников Гитлера в военном руководстве. Известны факты защиты им евреев — так, он оставил на военной службе своего подчинённого Вальтера Гольдберга и в 1940 году помог его отцу-еврею избежать отправки в концлагерь.

### Участие во Второй мировой войне
В сентябре 1939 года воевал в Польше. С 1 июня 1940 года — командир 28-го армейского корпуса, участвовал во втором этапе немецкого наступления во Франции. С 21 июня 1940 — командир 2-го армейского корпуса, в состав которого входили дивизии, сформированные на севере Германии (в Померании, Мекленбурге, Бранденбурге, Западной Пруссии, Шлезвиг-Гольштейне, Ольденбурге). Летом 1941 года во главе своего корпуса, вошедшего в состав 16-й армии группы армий «Север», отличился в боях под Каунасом.

### «Демянский граф»
В 1942 году корпус под его командованием вёл тяжёлые бои под Демянском. Российский историк Андрей Васильченко так характеризовал Брокдорфа-Алефельда:
Этот 54-летний генерал был характерным воплощением прусского офицера старой закалки. В его незамысловатой внешности скрывалось что-то, что заставляло подчиняться ему и беспрекословно выполнять приказы. Временами граф Брокдорф-Алефельд был непреклонно жестоким, а иногда он просто был воплощённой энергичностью. Генерал никогда не испытывал симпатий к Гитлеру, более того, он был последовательным противником национал-социализма. Однако здесь, в Демянске, он в первую очередь, был немецким офицером, который был ответствен за жизни почти ста тысяч солдат. Он требовал от своих подчинённых много. Но в то же время он был требовательным к самому себе. В данной ситуации он руководствовался именно понятиями о воинском долге.
С 8 февраля по 21 апреля 1942 года войска Брокдорфа-Алефельда находились в окружении, в «Демянском котле» (по советской версии), в «крепости Демянск» (по официальной версии Гитлера) или в «графстве Демянск» — как эту территорию называли военнослужащие корпуса, имея в виду дворянский титул своего командира. В его подчинении, кроме дивизий корпуса, находилась и дивизия СС «Мёртвая голова». Её командир СС-обергруппенфюрер Теодор Эйке обвинял генерала Брокдорфа-Алефельда в том, что он намеренно направлял «эсесовцев» на самые сложные участки фронта, чтобы сохранить в целости армейские части. 21 апреля 1942 года боевой группе под командованием генерала Вальтера фон Зейдлица-Курцбаха удалось прорваться к окружённому 2-му армейскому корпусу, и 1 мая 1942 года между корпусом и группой Зейдлица была установлена телефонная связь.
По итогам боёв в окружении командование 2-го армейского корпуса издало обращение к солдатам, в котором, в частности, говорилось:
Начиная с 8 января, наши части отразили 1155 вражеских нападений и 776 наступлений. Нашими солдатами было совершено 455 вылазок, 215 контратак и 163 контрнаступления, в которых враг был разбит. Потери врага за этот период составили: 30 468 трупов, оставленных на поле боя, всего же убитыми враг потерял около 60 тысяч солдат. 3064 красноармейца было взято в плен. Был сбит 81 вражеский самолёт. Причём 46 из них было сбито пехотинцами самым обычным стрелковым оружием. Было подбито 74 танка, уничтожено 52 орудия и 81 противотанковая пушка. Захвачено и уничтожено 1125 пулемётов, 187 миномётов, 12 огнемётов и фосфорометательных приборов, бесчисленное количество стрелкового оружия, 3069 пар лыж. При этом наши собственные потери составили: 5010 погибших, 200 пропавших без вести, 15 323 раненых, 5866 обмороженных, 12 922 тяжелобольных. Итого общие потери составили 41 212 человек.
Однако и после этого войска Брокдорфа-Алефельда продолжали вести тяжёлые бои в полуокружении. 27 июня 1942 года генерал был награждён Дубовыми ветвями к Рыцарскому железному кресту. По словам Андрея Васильченко,
для многих подчинённых он был образцом офицера, который в критической ситуации излучал уверенность и твёрдость. Многие из немецких солдат видели его постоянно в движении. Но почти никто не знал, что генерал страдал от невыносимых ревматических болей. Он считал, что солдаты не должны замечать его болезнь.

### Последние месяцы жизни
В ноябре 1942 года из-за тяжёлой болезни он сдал командование корпусом и был отправлен на лечение в Германию. Однако так и не выздоровел, в связи с чем 20 января 1943 года зачислен в резерв чинов при ОКХ. Скончался в военном госпитале № 123 в Берлине-Целендорфе.

## Звания
- фенрих — 19.12.1907
- лейтенант — 18.8.1908
- обер-лейтенант — 18.11.1914
- капитан — 18.4.1916
- майор — 1.4.1929
- подполковник — 1.10.1931
- полковник — 1.4.1934
- генерал-майор — 1.4.1937
- генерал-лейтенант — 1.3.1939
- генерал пехоты — 1.8.1940

## Награды
- Железный крест (1914) 2-го и 1-го класса
- Нагрудный знак «За ранение» (чёрный) (1918)
- Почётный крест Первой мировой войны 1914/1918
- Медаль «За выслугу лет в вермахте» с 4-го по 1-й класс
- Медаль «В память 1 октября 1938 года»
- Пряжка к Железному кресту 2-го класса (19 сентября 1939)
- Пряжка к Железному кресту 1-го класса (20 октября 1939)
- Рыцарский крест железного креста с дубовыми листьями
  - рыцарский крест (№ 348) (15 июля 1941)
  - дубовые листья (№ 103) (27 июня 1942)
- Медаль «За зимнюю кампанию на Востоке 1941/42»
- Демянский щит